# Ich bin Hugh
Ich bin Hugh (Originaltitel: I Borg bzw. I, Borg) ist die 23. Folge der fünften Staffel der US-amerikanischen Science-Fiction-Fernsehserie Raumschiff Enterprise – Das nächste Jahrhundert. Sie wurde in den Vereinigten Staaten über Syndication vermarktet und erstmals am 11. Mai 1992 auf verschiedenen Fernsehsendern ausgestrahlt. In Deutschland war sie zum ersten Mal am 5. Mai 1994 in einer synchronisierten Fassung auf Sat.1 zu sehen.

## Handlung
Im Jahr 2368 bei Sternzeit 45854.2 erforscht die Enterprise den Argolis-Cluster und empfängt dort von einem Mond ein Funksignal. Ein Außenteam bestehend aus dem ersten Offizier Will Riker, Sicherheitschef Worf und Schiffsärztin Beverly Crusher beamt auf die Oberfläche und findet dort die Reste eines abgestürzten Raumschiffs. Zu ihrem Schrecken müssen sie feststellen, dass es von den Borg stammt. An Bord befanden sich lediglich fünf Individuen, von denen vier tot sind. Einer der Borg ist allerdings noch am Leben. Captain Picard will das Außenteam umgehend zurückholen, doch Dr. Crusher besteht darauf, den verletzten Borg mitzunehmen, da er sonst sterben würde. Zögernd willigt Picard schließlich ein.
Dr. Crusher gelingt es, die Verletzungen des Borg zu heilen. Einige seiner Implantate sind irreparabel beschädigt, Chefingenieur Geordi La Forge ist aber zuversichtlich, diese ersetzen zu können. Dies bringt Picard auf eine Idee. Da er vor knapp zwei Jahren von den Borg assimiliert worden war, weiß er, welch große Gefahr sie für die Föderation darstellen. Er möchte über die neuen Implantate ein invasives Programm in das Borg-Kollektiv einschleusen, das es von innen heraus zerstören soll. La Forge hält es für möglich, ein solches Programm zu entwickeln. Dr. Crusher protestiert, da dieser Vorschlag ihrer Meinung nach einem Genozid gleichkommt.
Der Borg wird in einer Arrestzelle untergebracht. Dort macht er einen orientierungslosen und verängstigten Eindruck, da er den Kontakt zum Borg-Kollektiv sucht. La Forge versorgt ihn mit Energie. Er nimmt dies gleichgültig hin und versichert La Forge und den anderen Besatzungsmitgliedern, dass sie bald alle assimiliert werden, ohne zu begreifen, dass diese Aussicht für sie nicht erstrebenswert klingt. Etwas später führt Dr. Crusher einige Tests mit ihm durch. Der Borg bezeichnet sich selbst als Dritter von Fünf, da er einer Gruppe von fünf Drohnen angehört hat. La Forge und Crusher erklären ihm, dass Menschen statt solcher Bezeichnungen Namen benutzen. Er ist neugierig, ob er auch einen Namen hat. Durch ein Missverständnis glaubt er, La Forge hätte ihn Hugh genannt und nimmt diesen Namen schließlich an.
Durch ein optisches Implantat verfügt Hugh über ein außergewöhnliches räumliches Wahrnehmungsvermögen. La Forge glaubt, dass hierin ein guter Ansatzpunkt für das invasive Programm liegen könnte. Je länger er aber mit Hugh arbeitet, desto mehr Zweifel kommen ihm, ob er seinen Plan wirklich weiterverfolgen sollte. Er bespricht seinen Zwiespalt mit der Barkeeperin Guinan. Diese hat eine eindeutig ablehnende Haltung gegenüber den Borg. Diese haben ihren Heimatplaneten überfallen und ihr Volk ist seitdem über die gesamte Galaxie verstreut. Sie hat bereits gegenüber Picard klargemacht, dass sie es für einen Fehler hält, dass der Borg überhaupt an Bord geholt wurde. Nun macht sie La Forge Vorwürfe, weil er beginnt, eine emotionale Beziehung zu ihm aufzubauen. La Forge schlägt vor, dass sie wenigstens einmal mit ihm reden oder ihm zuhören soll, bevor sie sich ein Urteil bildet. Zögernd nimmt sich Guinan diesen Vorschlag zu Herzen und besucht Hugh. Sie erzählt ihm von dem Leid, dass die Borg über ihr Volk gebracht haben. Zu Guinans großem Erstaunen zeigt Hugh ein gewisses Maß an Mitgefühl, denn er glaubt, dass sie sich sehr einsam fühlen muss, so wie er sich durch die Trennung vom Borg-Kollektiv einsam fühlt.
La Forge arbeitet weiter mit Hugh. Hugh meint, andere Völker zu assimilieren sei die effektivste Weise, etwas über sie zu erfahren. La Forge entgegnet, dass die Menschen hingegen großen Wert auf Individualität legen und lieber sterben würden, als sich von den Borg assimilieren zu lassen. Für Hugh ist das unbegreiflich, denn nicht mit anderen Wesen in einem Kollektiv verbunden zu sein, klingt für ihn wie Einsamkeit. La Forge erklärt ihm, dass Menschen Freundschaften schließen, um nicht einsam zu sein. Hugh betrachtet daraufhin La Forge als seinen Freund.
Als La Forge und der zweite Offizier Data ihre Arbeit an dem invasiven Programm abgeschlossen haben, stellen sie es Picard vor. Es soll eine geometrische Form enthalten, die ein Paradoxon darstellt und nicht in der normalen Raumzeit existieren kann. Die Borg sollen dazu gebracht werden, eine endlose Analyse dieser unlösbaren Form durchzuführen, wodurch letztlich das gesamte Kollektiv lahmgelegt wird. Nach seinen Erfahrungen mit Hugh äußert La Forge allerdings Bedenken, ob man das Programm wirklich einsetzen soll. Picard vergleicht ihn mit früheren Forschern, die Mitleid mit Laborratten entwickelten. Guinan hat hingegen durch ihr Gespräch ihre Meinung über Hugh geändert und bittet Picard, ebenfalls einmal mit ihm zu reden.
Picard gibt der Bitte nach und lässt Hugh zu sich kommen. Der erkennt Picard als Locutus (die Identität, die ihm die Borg während seiner Assimilation verpasst hatten). Picard gibt daher vor, immer noch Locutus zu sein, und verlangt von Hugh, ihn bei der Assimilation der Menschheit zu unterstützen. Er muss allerdings erkennen, dass Hugh sich inzwischen gar nicht mehr wie ein Borg benimmt. Er verwendet einen Namen statt einer Bezeichnung, benutzt das Pronomen „Ich“ statt „Wir“ und weigert sich, La Forge zu assimilieren. Picard lässt seinen Vernichtungsplan nach diesem Gespräch fallen. Seine Führungsoffiziere schlagen eine Alternative vor: Hughs neugewonnene Individualität könnte sich vielleicht als ebenso nützlich erweisen wie ein invasives Programm. Die Borg werden ihn wieder reassimilieren und seine Erinnerungen an die Zeit auf der Enterprise löschen, doch es besteht die geringe Möglichkeit, dass sich seine Erfahrungen im Kollektiv verbreiten. Picard überlässt Hugh die Entscheidung, ob er auf der Enterprise bleiben oder zu den Borg zurückkehren möchte. Da sein Verbleib auf dem Schiff die Besatzung in eine zu große Gefahr bringen würde, entschließt er sich für eine Rückkehr. Begleitet von La Forge kehrt er zurück zur Absturzstelle. Schließlich trifft ein Aufklärungsschiff der Borg ein. Zwei Drohnen beamen herunter und reassimilieren Hugh. Bevor sie zusammen verschwinden, wirft Hugh noch einen letzten Blick auf La Forge.

## Verbindungen zu anderen Star-Trek-Produktionen
Die Handlung von Ich bin Hugh baut auf den Folgen 2.16 (Zeitsprung mit Q), 3.26/4.01 (In den Händen der Borg / Angriffsziel Erde) und 4.02 (Familienbegegnung) auf, in denen die Borg im Mittelpunkt standen und die traumatischen Erlebnisse, die Picard und Guinan mit ihnen hatten, thematisiert wurden.
Einige Elemente aus dieser Folge wurden in späteren Star-Trek-Produktionen wieder aufgegriffen:
- Hugh hatte noch weitere Auftritte in Folge 7.01 (Angriff der Borg, Teil II) von Raumschiff Enterprise – Das nächste Jahrhundert aus dem Jahr 1993 und in drei Folgen der ersten Staffel von Star Trek: Picard aus dem Jahr 2020. In Star Trek: Picard wird gezeigt, dass es ihm bis zum Jahr 2399 gelungen ist, das Borgkollektiv zu verlassen und seine Individualität zurückzuerlangen. Er arbeitet in einem Programm, das weiteren von den Borg assimilierten Personen diese Möglichkeit bieten soll.
- In dieser Folge wird etabliert, dass individuelle Borg-Drohnen eine numerische Bezeichnung in Bezug auf eine funktionelle Gruppe besitzen, der sie angehören. So gehört Hugh einer Gruppe von fünf Drohnen an, weshalb seine ursprüngliche Bezeichnung Dritter von Fünf lautet. Dieses System wurde in späteren Star-Trek-Folgen, in denen Borg vorkommen, beibehalten und auch auf Seven of Nine angewendet, die 1997 mit Beginn der vierten Staffel als neue Hauptfigur der Serie Star Trek: Raumschiff Voyager eingeführt wurde.
- Der Argolis-Cluster mit dem Planeten Tagra IV findet noch in mehreren weiteren Folgen von Raumschiff Enterprise – Das nächste Jahrhundert, Star Trek: Deep Space Nine, Star Trek: Picard und Star Trek: Strange New Worlds Erwähnung, teils als Reiseziel, teils als Eintrag auf einer Sternenkarte.

## Produktion

### Drehbuch
Es existieren zwei verschiedene Schreibweisen des englischen Originaltitels: Gemäß Drehbuch lautet er I, Borg, gemäß Titeleinblendung in der Folge selbst hingegen I Borg. Der Titel ist eine Anspielung auf Isaac Asimovs Roman Ich, der Robot (englisch: I, Robot) von 1950, dessen Titel seinerseits auf Robert Graves’ Roman Ich, Claudius, Kaiser und Gott (englisch: I, Claudius) von 1934 verweist. Die gleiche Anspielung gab es bereits in der Folge Der dressierte Herrscher (englisch: I, Mudd) der Originalserie Raumschiff Enterprise.
René Echevarria hatte die Idee zu dieser Folge während einer gemeinsamen Klausursitzung des Autorenteams der Serie im Herbst 1991. Die Borg sollten unbedingt einen weiteren Auftritt bekommen, doch die Autoren taten sich schwer damit, an die früheren Folgen anzuknüpfen, in denen sie stets als beinahe unaufhaltsame Gegner dargestellt wurden. Echevarria hatte schließlich den Einfall, eine Geschichte zu schreiben, in der nur ein einzelner Borg auftaucht.

### Regie
Robert Lederman, der hauptsächlich als Filmeditor für Raumschiff Enterprise – Das nächste Jahrhundert, Star Trek: Deep Space Nine, Star Trek: Raumschiff Voyager und Star Trek: Enterprise tätig war, hatte hier sein Regiedebüt. Er inszenierte später noch eine weitere Folge von Raumschiff Enterprise – Das nächste Jahrhundert, zwei Folgen von Star Trek: Deep Space Nine und eine Folge von Star Trek: Raumschiff Voyager.

### Darsteller
Jonathan Del Arco hatte bereits 1987 während der Planungsphase der Serie Raumschiff Enterprise – Das nächste Jahrhundert für die Hauptrolle des Wesley Crusher vorgesprochen. Die Rolle ging aber an Wil Wheaton. Er wurde schließlich für die Rolle des Hugh engagiert, da Edward mit den Scherenhänden als Vorbild für die Figur diente und Del Arco eine starke optische Ähnlichkeit zu diesem aufwies. Del Arco spielte Hugh erneut in Angriff der Borg, Teil II und in Star Trek: Picard.

## Rezeption
Keith DeCandido bewertete Ich bin Hugh 2012 auf tor.com als eine sehr gute Folge von Raumschiff Enterprise – Das nächste Jahrhundert. Er hatte gemischte Gefühle bezüglich der neuen Aspekte, die den Borg hier verliehen wurden. Durch das völlige Fehlen von Individualität hatten sie bei ihren früheren Auftritten eher wie eine Naturgewalt gewirkt. Dies machte es allerdings schwierig, gute Geschichten zu schreiben, in denen sie als wiederkehrender Gegner vorkommen. Einem einzelnen Borg Individualität zu geben, war daher ein interessanter Schritt, der diese Spezies nahbarer machte. Dadurch verloren die Borg aber auch einen Teil ihres Schreckens und wurden im weiteren Verlauf von Star Trek ein zunehmend uninteressanterer Gegner. Diese Entwicklung wollte DeCandido aber nicht Ich bin Hugh anlasten. Er fand die Geschichte großartig strukturiert. Ihm gefielen die gegensätzlichen Ansichten von Crusher und La Forge auf der einen Seite, die von Anfang an bemüht sind, Hugh zu helfen, und von Picard und Guinan auf der anderen Seite, die eigentlich sehr einfühlsame Personen sind, durch ihre Erfahrungen mit den Borg bei diesen aber einen blinden Fleck besitzen und erst lernen müssen, ihren Hass zu überwinden.
Charlie Jane Anders führte Ich bin Hugh 2014 auf gizmodo.com in einer Liste der 100 besten bis dahin ausgestrahlten Star-Trek-Folgen auf Platz 50.
Ed Gross listete Ich bin Hugh 2016 auf empireonline.com in einer Aufstellung der 50 besten bis dahin ausgestrahlten Star-Trek-Folgen auf Platz 34.
Aaron Couch und Graeme McMillan	erstellten 2016 anlässlich des 50-jährigen Jubiläums von Star Trek in Zusammenarbeit mit verschiedenen Beteiligten aus dem Franchise für den Hollywood Reporter eine Liste der 100 besten bis dahin ausgestrahlten Folgen. Ich bin Hugh wurde hierbei auf Platz 41 gewählt.
Aaron Couch und Graeme McMillan erstellten 2016 für den Hollywood Reporter eine Liste der 25 besten Folgen von Raumschiff Enterprise – Das nächste Jahrhundert. Ich bin Hugh landete dabei auf Platz 13.
Patrick Cooley führte Ich bin Hugh 2017 auf cleveland.com in einer Liste der 25 besten bis dahin ausgestrahlten Star-Trek-Folgen auf Platz 13.
Sven Harvey zählte Ich bin Hugh 2017 auf der Website Den of Geek als eine der 25 besten Folgen der Serie Raumschiff Enterprise – Das nächste Jahrhundert.
Joseph Walter führte Ich bin Hugh 2019 auf screenrant.com in einer Liste der 10 besten Folgen von Raumschiff Enterprise – Das nächste Jahrhundert auf Platz 6.
Mike Bloom zählte Ich bin Hugh 2019 auf der Website hollywoodreporter.com als eine der 25 besten Folgen von Raumschiff Enterprise – Das nächste Jahrhundert.
Jeremy Lacey erstellte 2021 für cinemablend.com eine Liste der 20 besten Folgen von Raumschiff Enterprise – Das nächste Jahrhundert. Ich bin Hugh landete dabei auf Platz 8.
Stephanie Roehler erstellte 2021 für screenrant.com eine Liste der 20 besten Folgen von Raumschiff Enterprise – Das nächste Jahrhundert. Ich bin Hugh landete dabei auf Platz 12.